# Kolova palma
Kolova palma (lat. Euterpe oleracea), vrsta palme iz Južne Amerike.

## Opis
Euterpe oleracea, s narodnim nzivima Acai, açaí, assai ili assaí, vrsta je palme (poorodica Arecaceae) koja se uzgaja i zbog plodova i jestivih srži. Porijeklom iz tropske Južne i Srednje Amerike, acai palme su uobičajene uz ušće rijeke Amazone i uzgajaju se na poplavnim područjima, posebno u državi Pará u Brazilu. Biljka je dugo bila komercijalno cijenjena zbog svoje visokokvalitetne palmine srži, a njezini su plodovi, hvaljeni kao superhrana, postali popularni diljem svijeta početkom 21. stoljeća.

### Fizički opis
Acai palme sastoje se od 4-8 vitkih sivo-smeđih stabljika, od kojih je svaka visoka oko 25 metara (82 stope) i općenito ne veća od 20 cm (oko 8 inča) u promjeru. Stabljike nose prstenaste lisne ožiljke i na vrhu su krune od 9-15 složenih listova; lišće je dugačko oko 1,2-4 metra (4-13 stopa). Mali smeđe-ljubičasti cvjetovi su staminatni (muški) ili tučkovi (ženski) i nalaze se na velikim razgranatim cvatovima koji vise s vrhova stabljika. Cvjetove oprašuju male pčele i muhe i proizvode okrugle koštunice poznate kao acai bobice. Plodovi su promjera oko 1,5 cm (0,6 inča) i imaju jednu veliku sjemenku. Obično sazrijevaju od zelene do tamnoljubičaste, iako plod nekih populacija ostaje zelen kad sazrije. Svaka stabljika acaija može dati do osam grozdova voća godišnje, a svaki grozd teži do 6 kg (13 funti).

## Uporaba

### Voće i prehrana
Acai voće ima visok udio masnoće i stoga je lako kvarljivo, obično traje samo jedan dan nakon što se ubere. Lokalno stanovništvo koristi pulpu svježeg voća u raznim slatkišima i pićima, uključujući vino, a sok se obično miješa s tapiokom. Za izvoz se voćna pulpa obično suši i melje u prah kao dodatak prehrani ili se brzo zamrzava za smutije (piće od pasiranog voća ili povrća) i sokove. Acai je bogat antioksidansima i nizom fitokemikalija, iako većina zdravstvenih tvrdnji o voću — uključujući njegovu vrijednost kao pomoćnog sredstva za mršavljenje — nije potkrijepljena.

### Palmina srca
Acai i drugi članovi roda Euterpe važni su komercijalni izvori palminih srca, koja se jedu kao povrće. Srce palme se bere uklanjanjem rastućeg vrha palmine krune; svako se srce sastoji od bjelkastog cilindra nježnih nezrelih listova. S obzirom na to da acai palme imaju više stabljika, žetva se može obaviti bez ubijanja cijele biljke i stoga se smatra održivijom od sakupljanja vrsta s jednom stabljikom. Acai je teško uzgajati, a većina voća i palminog srca dolazi od divljih biljaka u ruralnim, često labirintskim estuarijima. S obzirom na to da su palme tako visoke i vitke, plodove često beru djeca, koja se mogu popeti na biljke bez da ih slome.

### Ostala uporaba
Osim svoje komercijalne važnosti, acai se također koristi kao ljekovita biljka kod domorodačkih i lokalnih naroda, a listovi i stabljike korisni su za slamu i građevinski materijal.